# Raúl Aguirre Molina
Raúl Pablo Aguirre Molina (f. Salta, 2 de julio de 2008) fue un militar argentino, perteneciente al Ejército que alcanzó el grado de coronel. Se desempeñó como gobernador de facto de la provincia de Salta entre 1970 y 1971.

## Biografía
Nació en 1919, hijo del también coronel Raúl Aguirre Molina y de María Modesta Moreno.[cita requerida] Asistió al Colegio Militar de la Nación, de donde egresó como subteniente de la rama de caballería en 1941, como parte de la promoción 68. Fue compañero del futuro presidente de facto Roberto Marcelo Levingston. Pasó a retiro con el grado de coronel.
Fue director de la Escuela de Suboficiales General Lemos del Ejército.
En agosto de 1970, el presidente de facto Levingston lo designó gobernador de la provincia de Salta. Su gabinete estuvo integrado por Víctor José Cornejo Izasmendi como ministro de Gobierno, Atilio Osvaldo Caro como ministro de Bienestar Social, el coronel Antonio A. Vázquez como ministro de Economía (luego sucedido por Ricardo Grether) y Néstor Ferrante como secretario general de la Gobernación. En su gestión inició la obra del Embalse de Campo Alegre, además de la escuela de San Antonio de los Cobres, entre otras. Desempeñó el cargo hasta abril de 1971, siendo sucedido por Ricardo Spangenberg.
Entre 1976 y 1980 fue presidente del Club 20 de Febrero de la ciudad de Salta.
En 1959 fue condecorado con la Orden del Oficial de la Estrella Negra de Francia.
Falleció en Salta en julio de 2008.